# Порточивитанова (Мачерата)
Порточивитанова (итал. Portocivitanova) насеље је у Италији у округу Мачерата, региону Марке.
Према процени из 2011. у насељу је живело 31064 становника. Насеље се налази на надморској висини од 3 м.